# Silene atocioides
Silene atocioides är en nejlikväxtart som beskrevs av Pierre Edmond Boissier. Silene atocioides ingår i släktet glimmar, och familjen nejlikväxter. Inga underarter finns listade i Catalogue of Life.